# Грем’яча Поляна
Грем’яча Поляна (рос. Гремячая Поляна) — село в Дальнеконстантиновському районі Нижньогородської області Російської Федерації.
Населення становить 20 осіб. Входить до складу муніципального утворення Богоявленська сільрада.

## Історія
Від 2009 року входить до складу муніципального утворення Богоявленська сільрада.

## Населення
| 2002 | 2010 |
| ---- | ---- |
| 54   | ↘20  |